# 混淆指形軟珊瑚
混淆指形軟珊瑚（学名：Sinularia inexplicata）为軟珊瑚科指形軟珊瑚屬下的一个种。